# Tripneustes ventricosus
Oursin blanc, Chadron blanc
Espèce
Tripneustes ventricosus, l’Oursin blanc ou le Chadron blanc, est une espèce d'oursins réguliers tropicaux de la famille des Toxopneustidae, caractérisé par ses épines blanches tranchant sur un fond sombre.

## Description

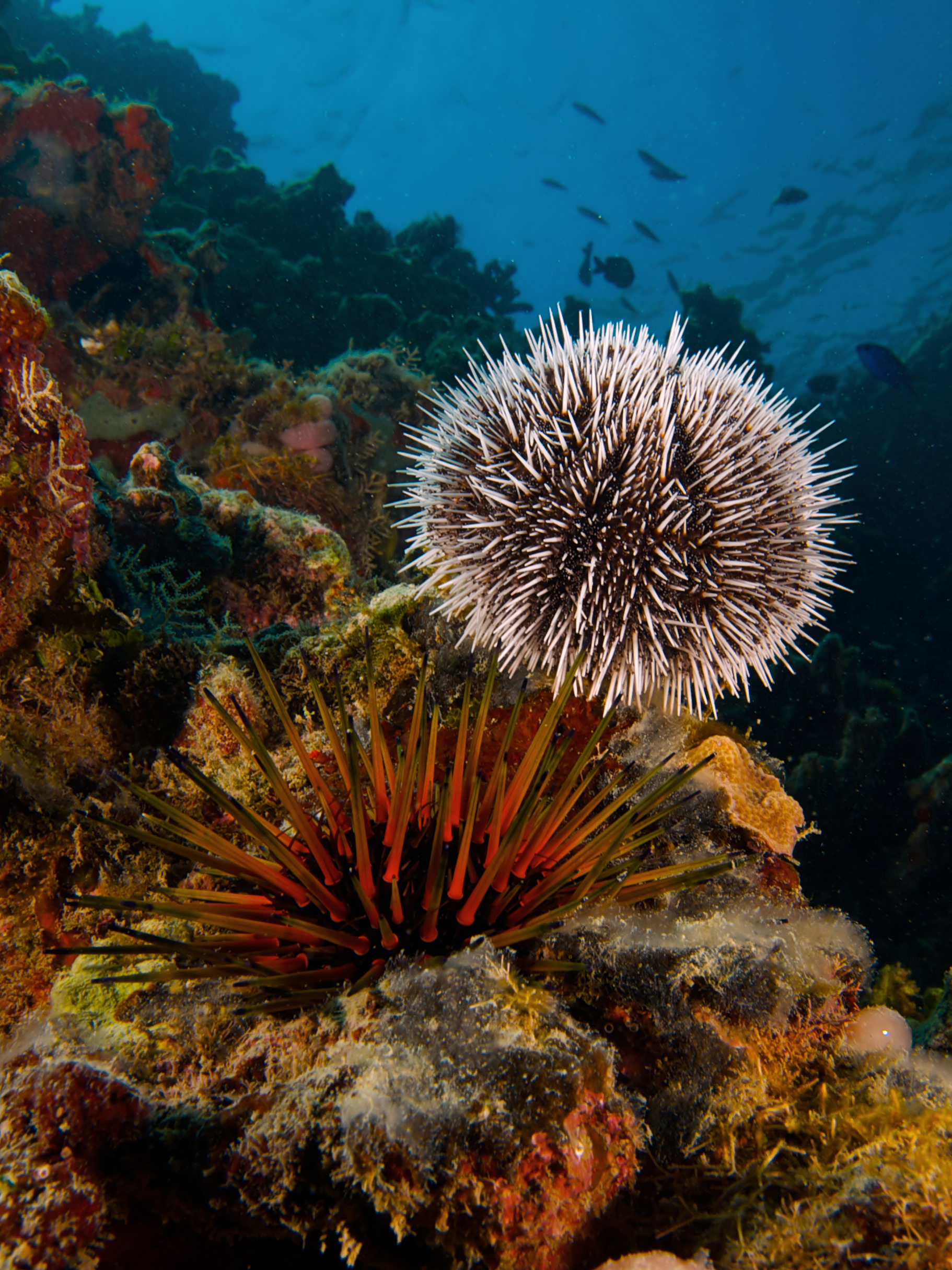
Tripneustes ventricosus avec un Echinometra viridis.

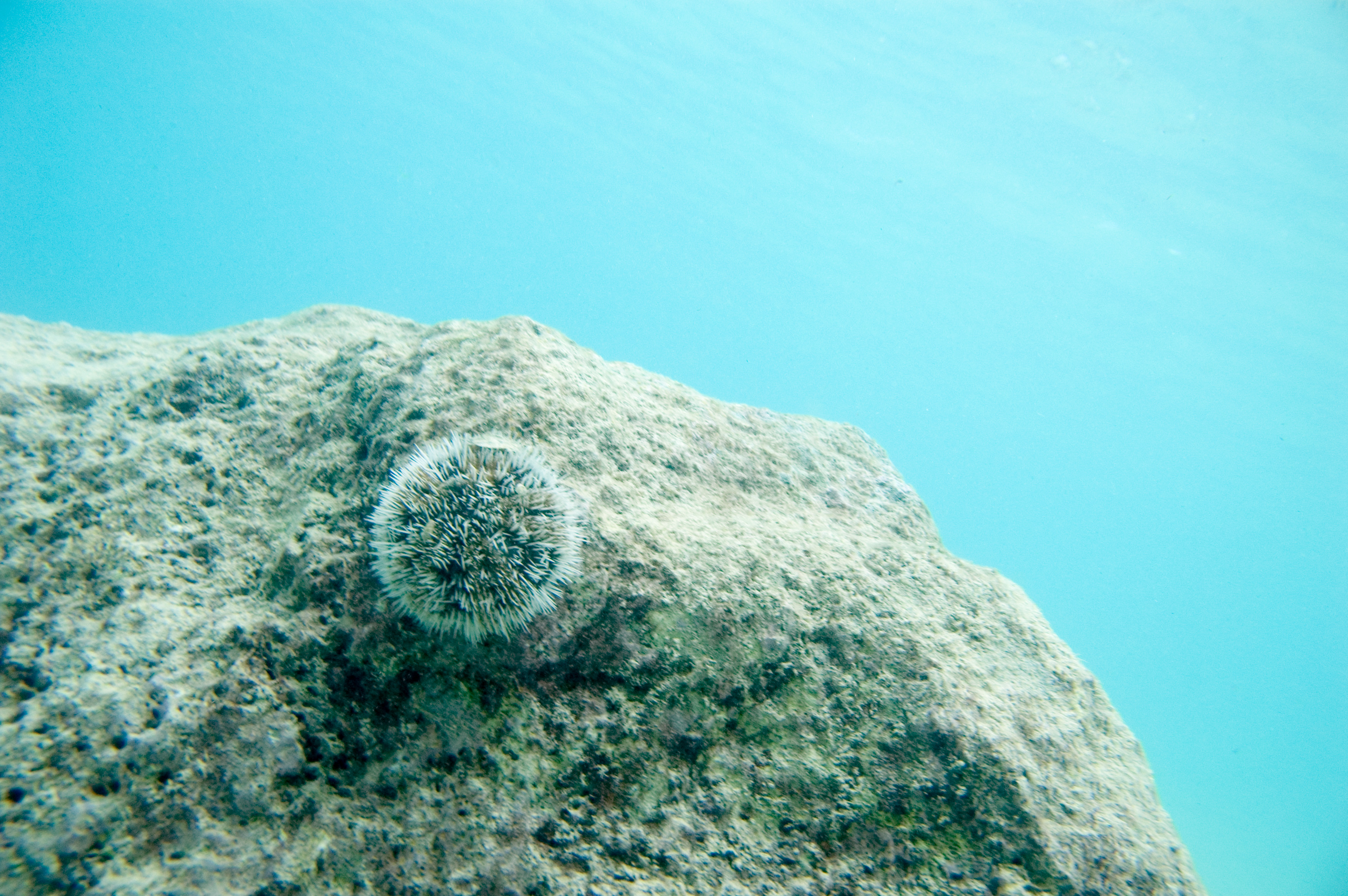

C'est un gros oursin régulier de forme presque sphérique, dont le diamètre peut aller jusqu'à 15 cm. Les épines (« radioles ») sont fines et assez courtes, n'excédant pas 2 cm, et d'un blanc pur qui contraste fortement avec la coquille (« test ») sombre, généralement noire, brun, violet ou pourpre sombre. Celle-ci peut aussi comporter des lignes méridianes colorées (rouge, brun…) délimitant les ambulacres des interambulacres. Le test est recouvert d'une grande densité de pédicellaires rouges, bruns, noirs ou blancs (suivant généralement la couleur du test), à l’extrémité souvent blanche.
Cette espèce peut être confondue avec  Lytechinus variegatus. 

## Galerie

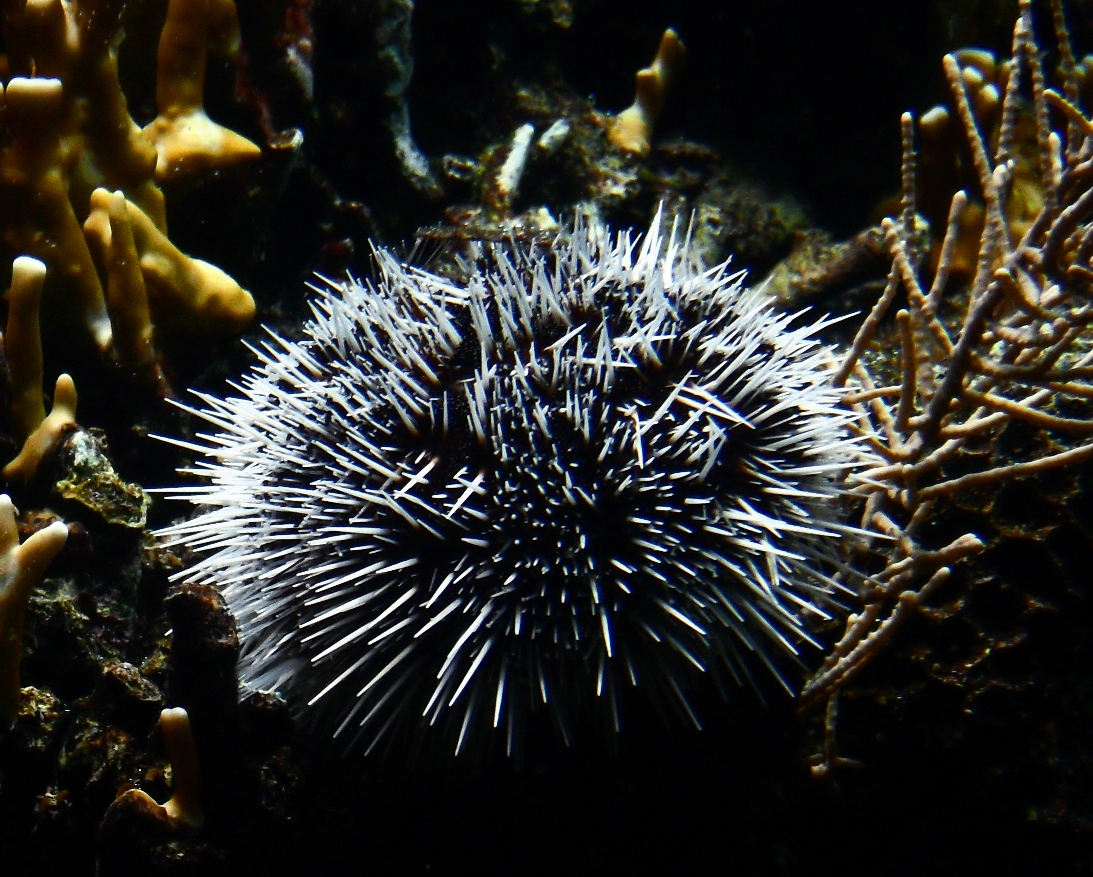
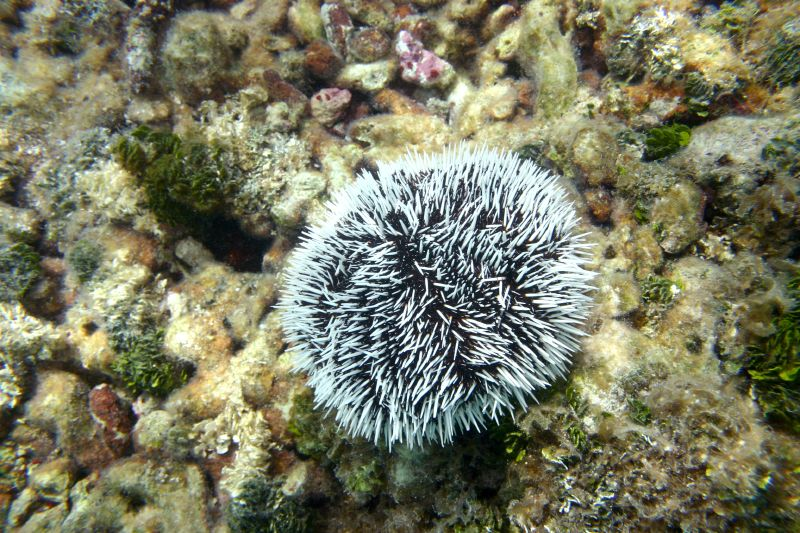
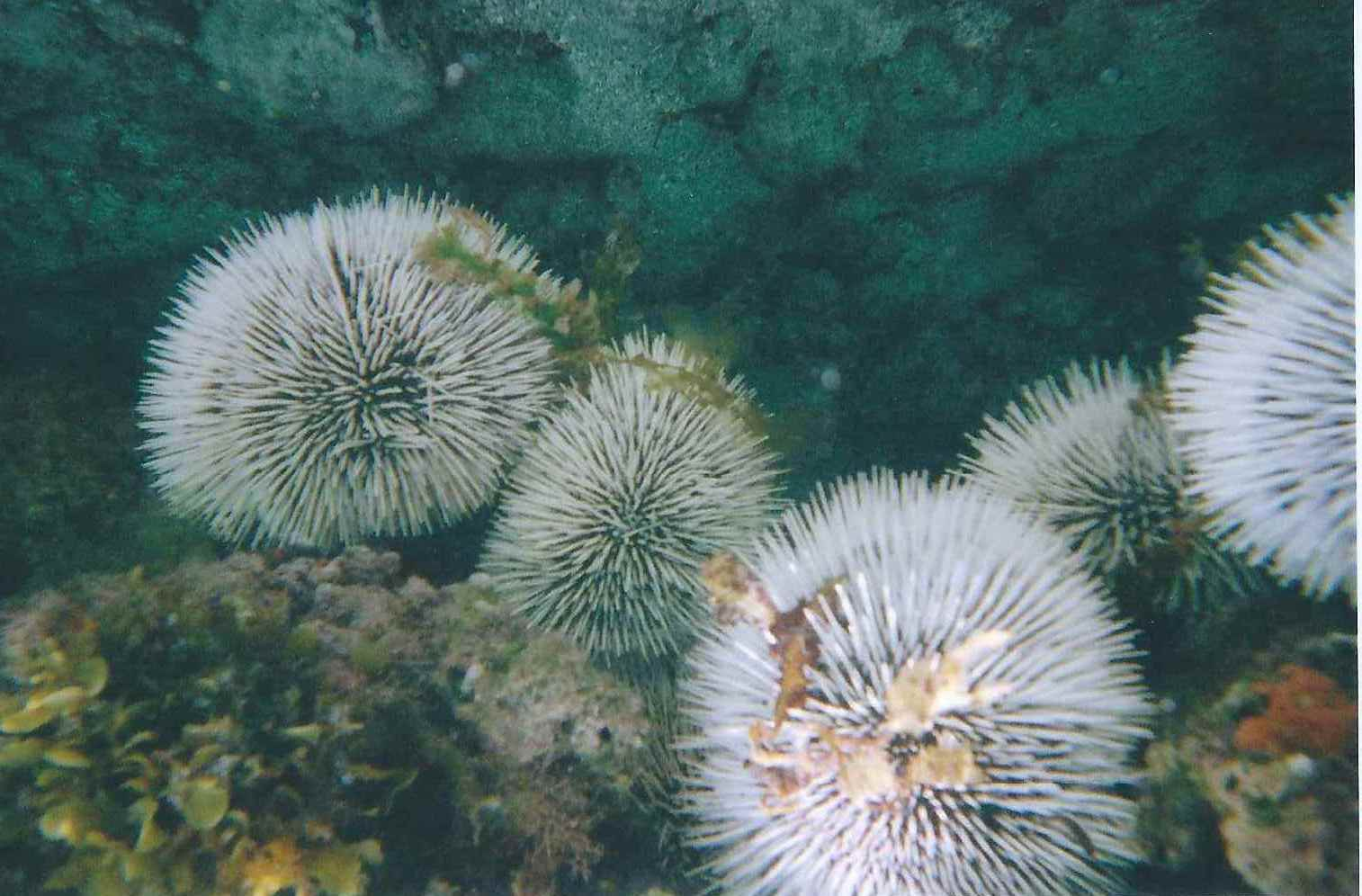

## Répartition
Cet oursin se rencontre dans l'océan Atlantique, entre les Bermudes et le Brésil et en Afrique de l'Ouest tropicale. On le trouve sur les fonds riches en algues, entre la surface et 50 m de profondeur.

## Écologie et comportement
Il se nourrit surtout d'algues, et notamment d’« herbe à tortue » (Thalassia testudinum), ou d'autres grandes algues (Zonaria, Dictyota, Padina…). En leur absence ou à des profondeurs plus importantes, il adopte un régime plus omnivore (algues encroutantes, débris, faune sessile…).
La journée, il se recouvre souvent de cailloux et de débris pour se dissimuler. Sa croissance est assez rapide, il est fertile à 6 mois.
La reproduction est gonochorique, et mâles et femelles relâchent leurs gamètes en même temps en pleine eau, où œufs puis larves vont évoluer parmi le plancton pendant quelques semaines avant de se fixer.
Certains invertébrés peuvent vivre en symbiose ou en commensalisme avec l'oursin blanc, comme les crevettes Gnathophylloides mineri,.

## Tripneustes ventricosuset l'Homme
Comme tous les oursins vivant à proximité de la surface, l'oursin blanc est souvent responsables de vives douleurs quand un baigneur marche dessus par inadvertance : ses épines ont tendance à se casser dans la plaie, ce qui les rend presque impossibles à enlever entièrement. Heureusement, il n'est pas venimeux, et ne présente pas de grand danger si la plaie est correctement désinfectée : le corps dissoudra les morceaux de silice en quelques semaines.
C'est un animal courant dans certaines régions où les herbiers sont importants. Cependant, il est très consommé dans certaines régions et notamment aux Antilles (on en fait du « blaff d'oursin »). En conséquence, il a presque totalement disparu de certaines îles, malgré des restrictions de plus en plus drastiques. Depuis 2006, sa pêche est ainsi totalement interdite aux Antilles, car sa disparition entraîne une surpopulation d'algues défavorable aux coraux, modifiant dangereusement l'écosystème.

## Étymologie
Son nom français fait naturellement référence à ses épines blanches : on l'appelle également « chadron blanc ». Son nom scientifique est d'origine obscure : tri = trois, pneo = poumons, ce qui pourrait faire référence aux plaques ambulacraires trigéminées (portant des triplets de paires de pores) de ce genre. Ventricosus signifie « ventru » en latin.
Dans les autres langues, on l'appelle White sea urchin, edible urchin ou encore sea egg en anglais, Erizo negroblanco en espagnol, et Westindischer Seeigel ou Seegrasseeigel en allemand.

## Systématique
Le nom valide complet (avec auteur) de ce taxon est Tripneustes ventricosus (Lamarck, 1816).
L'espèce a été initialement classée dans le genre Echinus sous le protonyme Echinus ventricosus Lamarck, 1816.
Tripneustes ventricosus a pour synonymes :
- Echinus ventricosus Lamarck, 1816
- Heliechinus gouldii Girard, 1850
- Hipponoe esculenta A.Agassiz, 1872
- Macropneustes ventricosus (Lamarck, 1816)
- Tripneustes esculenta (A.Agassiz, 1872)
- Tripneustes esculentus (A.Agassiz, 1872)